# Ramsach (Loisach)
Die Ramsach (früher auch Ramsau, Oberlauf: Laberlaine) ist ein linker Zufluss zur Loisach in Oberbayern.

## Gliederung

### Verlauf
Ab dem Zusammenfluss der Laberlaine mit der Auer Laine nahe dem Weiler Höllenstein wird das Gewässer als Ramsach bezeichnet. Sie tritt aus ihrem Alpental aus und fließt ab hier mehr oder weniger nördlich durch die südwestlichen Teile des Eschenloher Moos (Obermoos, Schwaigermoos), fließt dann hart linksseits an der Hügelgruppe Steinköchel vorbei und dann zwischen den senkrecht auf sie zulaufenden bewaldeten Hügelzügen Langer Köchel und Wiesmahdköchel (orografisch links) sowie Steinköchel, Weghausköchel und Schmatzerlköchel (orografisch rechts) hindurch.
Die Ramsach durchquert in der Folge das Murnauer Moos. Hier wurde der Gewässerverlauf der Ramsach durch Eingriffe mehrfach verändert. So wurde früher ein Teil des Wassers
in mehrere Gräben (etwa die Neue Ramsach mit Unterlauf Schlechtengraben) abgeleitet. Heute fließt der größte Teil des Wassers durch Gräben mit zum Teil seeartigen Erweiterungen ostwärts in die Rechtach, die sie schon seit dem Steinköchel in weniger als zwei Kilometern Abstand jenseits der Hügelgruppen rechts begleitet.
Der von Bad Kohlgrub her in das Murnauer Moos fließende Lindenbach wechselt ab dem Ort seiner früheren Einmündung in die Ramsach seinen Namen in Ramsach. Nach dem Murnauer Weiler Mühlhabing fließt in diese nunmehr ostsüdöstlich fließende Ramsach der Schlechtengraben von rechts ein, weiter abwärts vor Hechendorf die Rechtach, die ihr somit auch den Großteil des Wassers aus dem Oberlauf der „oberen“ Ramsach zuführt.
Gegenüber der Südspitze von Hechendorf speist Loisachwasser die Ramsach, das etwa 1,5 km südlich an einem Wehr aus dem Fluss ausgeleitet wird. Danach verläuft die Ramsach einige Kilometer nordöstlich und parallel zur Loisach, in die sie bei Achrain von links mündet. Das meiste Wasser wird allerdings kurz vor Mühlhagen in den Mühlbach abgezweigt, der nach knapp 1 km ebenfalls in die Loisach mündet.

### Einzugsgebiet
Die Ramsach entwässert ein Gebiet von 90,3 km² Größe, darunter fast das gesamte Murnauer Moos, das Eschenloher Moos und die nordöstlichen Flanken der Ammergauer Alpen.

## Weitere Bilder

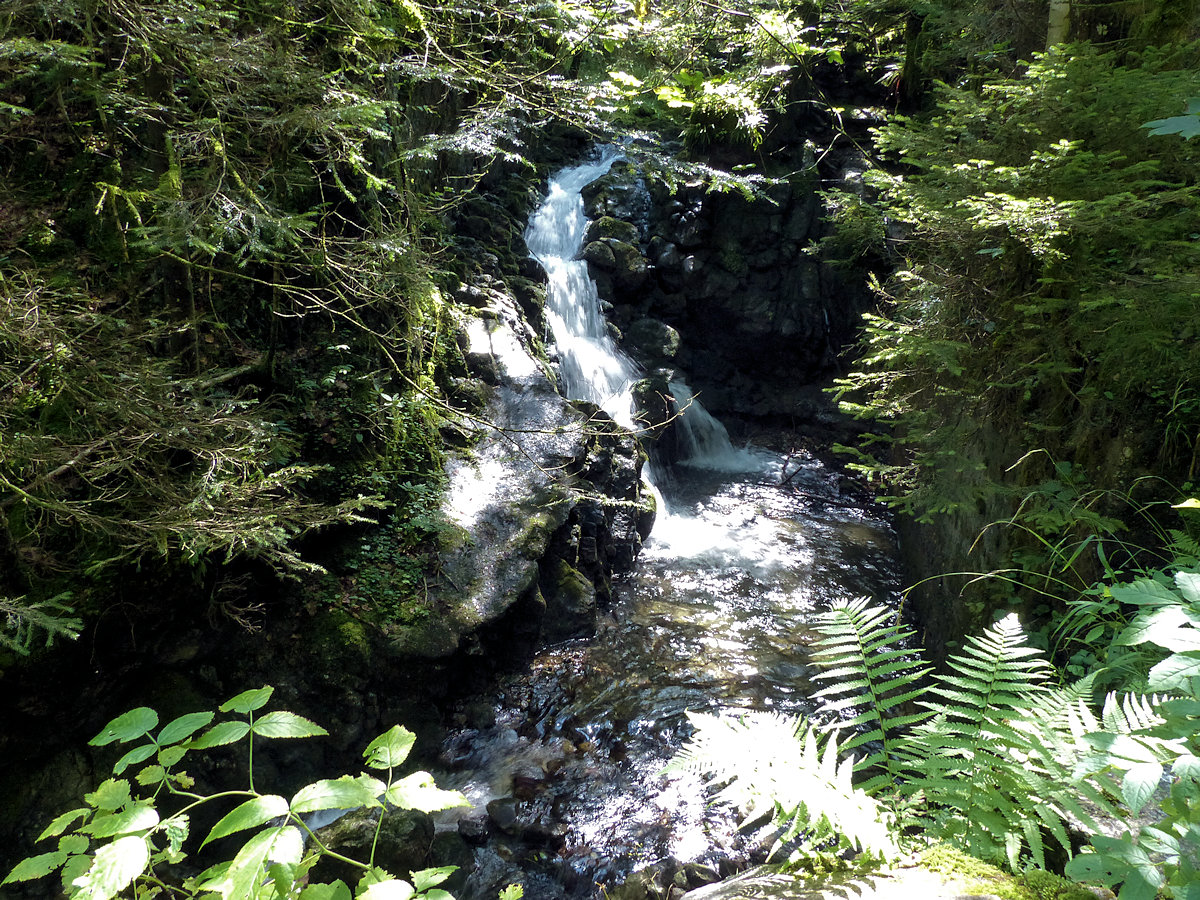
Wasserfall der Laberlaine.
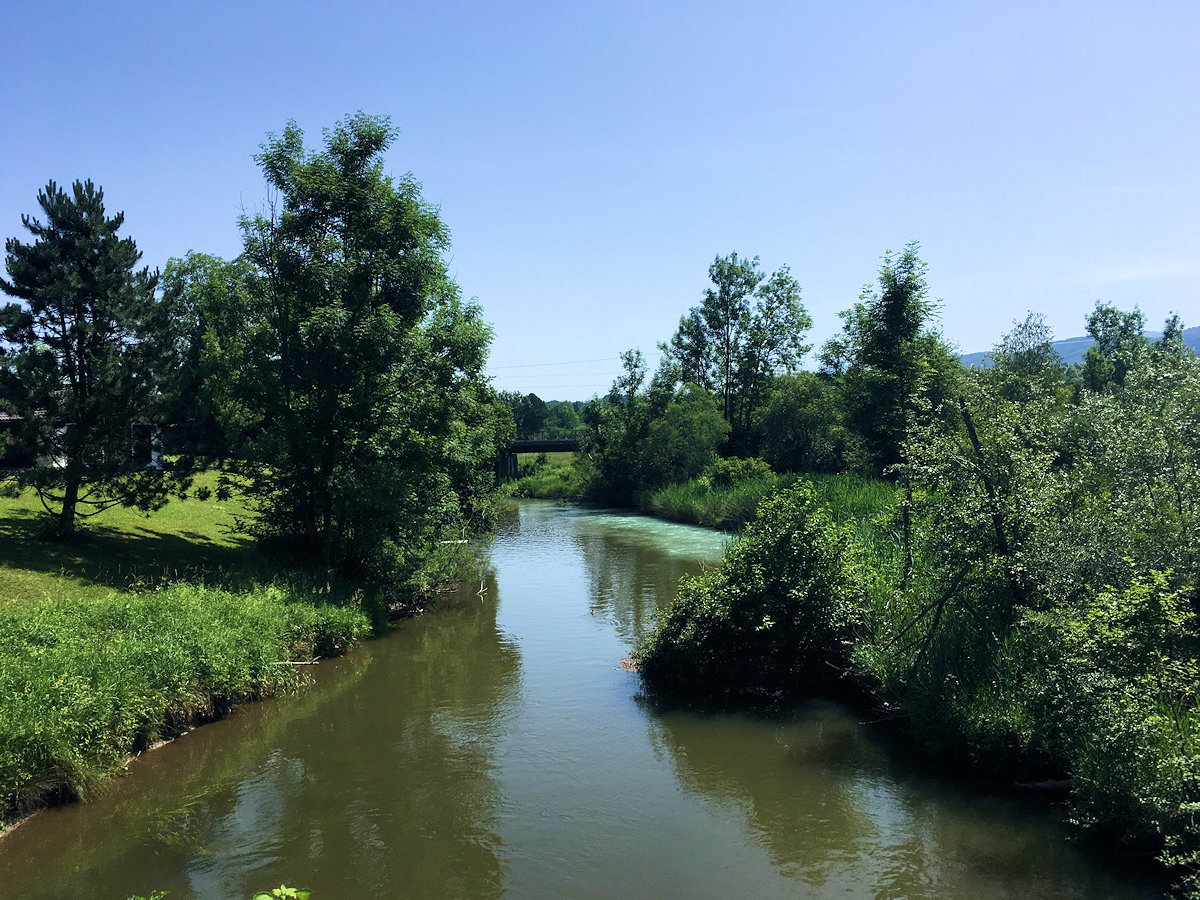
Ramsach in Murnau-Hechendorf. Im Hintergrund die Einmündung des Loisachkanals (von rechts).
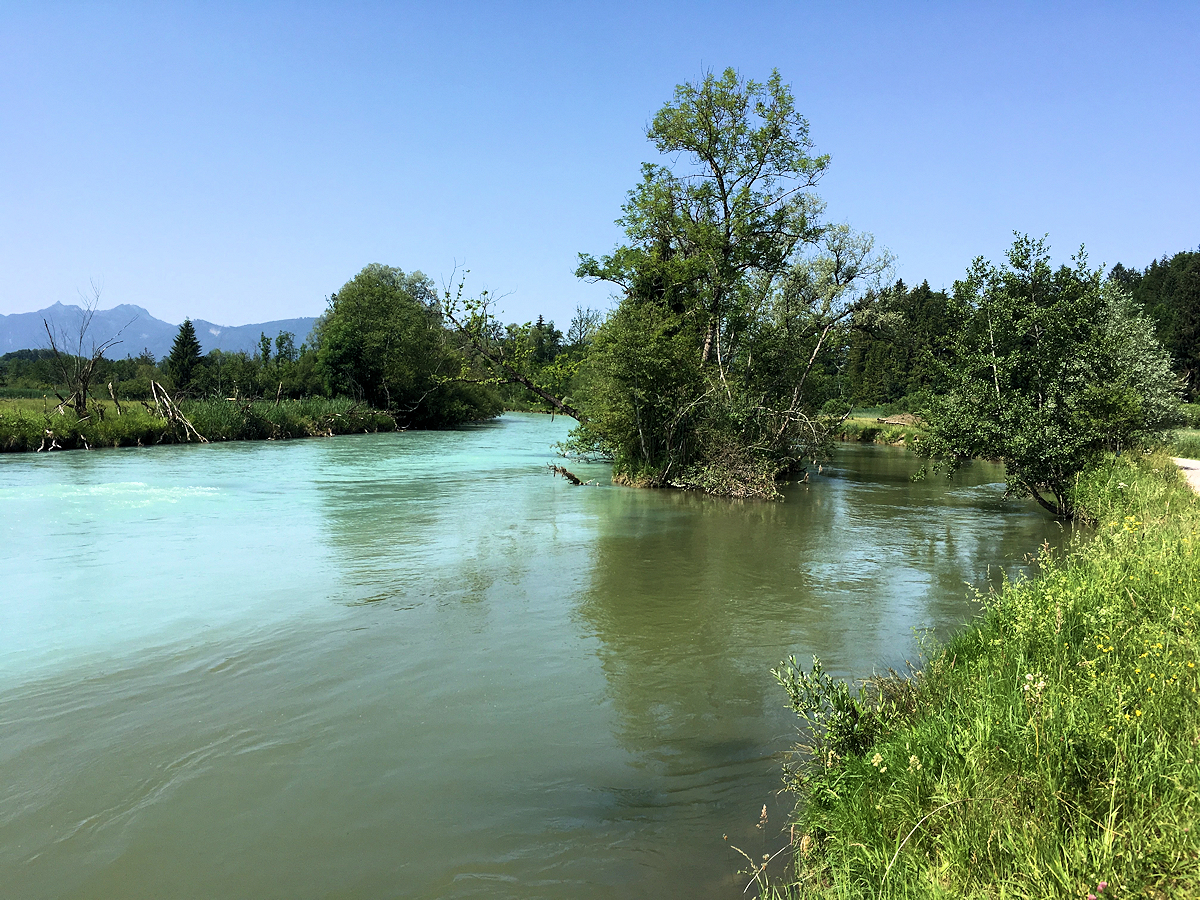
Einmündung der Ramsach (Mühlbach) in die Loisach (links).